# Bologna Football Club 1909 2021-2022
Questa voce raccoglie le informazioni riguardanti il Bologna Football Club 1909 nelle competizioni ufficiali della stagione 2021-2022.

## Stagione

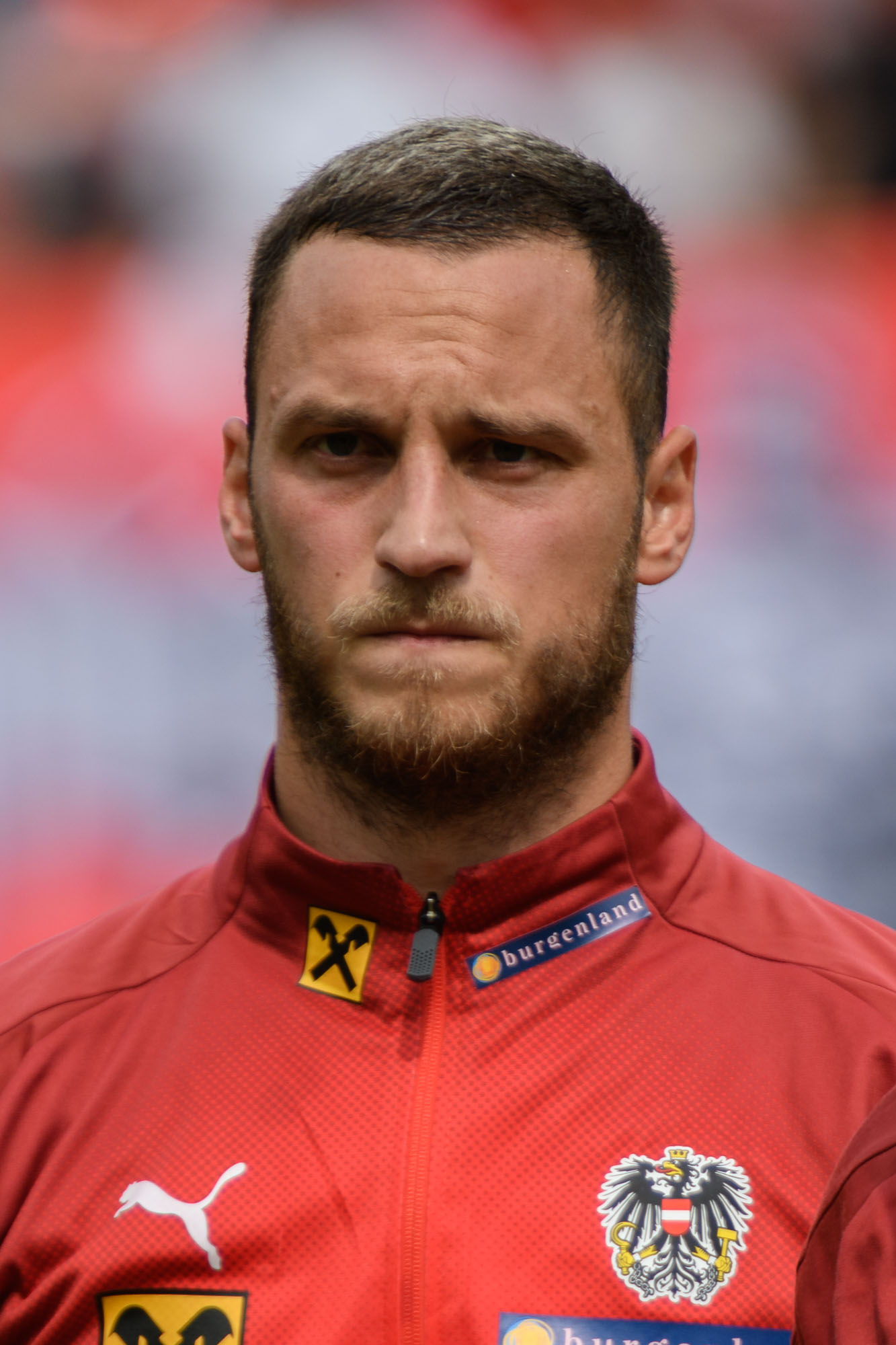
Marko Arnautović, l'acquisto di punta del mercato Rossoblù

La stagione 2021-2022 è stata la 75ª in Serie A del Bologna e la 91ª nel torneo di massima serie italiano.
La prima novità di mercato è la risoluzione consensuale del prestito di Binks al CF Montréal, che dopo un periodo di prova si aggrega stabilmente alla prima squadra. Questa sessione di mercato — così come le due sessioni della scorsa stagione — è penalizzata dalle conseguenze economiche derivanti dal diffondersi e dal persistere della pandemia di COVID-19; nonostante questo la società felsinea riesce a garantire un adeguato budget per l'acquisizione di nuovi calciatori. Il primo acquisto della stagione viene annunciato all'apertura ufficiale del calciomercato e mira a rinforzare il reparto difensivo: viene difatti ingaggiato il centrale Bonifazi di proprietà della SPAL per 6 milioni di euro — che diviene così l'acquisto più oneroso dell'intera sessione —, appena rientrato da Udine dopo la fine del prestito alla società friulana. Pochi giorni dopo viene ufficializzato anche l'ingaggio della punta van Hooijdonk, da poco svincolatosi dal NAC Breda. L'ultimo acquisto della prima parte di mercato estivo coincide con l'approdo tra i Felsinei del portiere Bardi, giunto a parametro zero nell'ambito di uno scambio di portieri con il Frosinone, motivato dalla ricerca del club petroniano di un nuovo numero dodici. Durante la parte centrale della sessione vengono ufficializzati i versamenti delle cifre per l'acquisto a titolo definitivo dell'attaccante Barrow e del difensore Soumaoro, già in prestito con obbligo o opzione nelle stagioni antecedenti. Il 1º agosto viene annunciata ufficialmente l'acquisizione a titolo definitivo della punta Arnautović dalla società cinese Shanghai Haigang, la modalità di acquisto viene definita da una lunga trattativa perdurata per più di sei mesi, nei quali si passa da un accordo per il passaggio del giocatore a parametro zero fino all'accordo finale che prevede il versamento da parte dei Rossoblù di 3 milioni di euro, ai quali va aggiunto un ulteriore milione al conseguimento di specifici obiettivi sportivi; al contempo l'attaccante austriaco diviene anche il calciatore con lo stipendio più alto nella storia petroniana (2,7 milioni di euro). L'arrivo a Bologna di Arnautović — da poco protagonista con l'Austria al campionato d'Europa 2020 e con una carriera di rilievo in Premier League e Bundesliga alle spalle — riscuote un importante impatto mediatico e un grande successo tra i sostenitori petroniani, che lo considerano come uno dei migliori acquisti del Bologna nell'ultimo decennio. A qualche giorno dalla chiusura della sessione di calciomercato il Bologna ufficializza l'approdo del difensore Theate, giunto dall'Ostenda con la formula del prestito oneroso con diritto di acquisizione definitiva.
Per quanto riguarda le cessioni, i primi movimenti sono annunciati ufficialmente già a giugno 2021: il portiere da Costa, il difensore Danilo e l'attaccante Palacio lasciano la società da svincolati. Tra questi, da Costa prenderà nei mesi successivi la decisione di ritirarsi definitivamente dal calcio professionistico. Nei primi giorni di calciomercato viene anche ufficializzato il passaggio in prestito al Frosinone del portiere Ravaglia, nell'ambito dello scambio che porta Bardi al Bologna e appunto Ravaglia alla squadra ciociara. Dopo queste prime operazioni il club emiliano dapprima cede in prestito con diritto di opzione e contro-opzione l'attaccante Juwara al Crotone, e successivamente — avendo la volontà di sfoltire il reparto di centrocampo — perfeziona le uscite di Poli all'Antalyaspor a titolo definitivo, e di Baldursson al Copenaghen a titolo temporaneo con opzione per il riscatto. A pochi minuti dalla chiusura ufficiale del mercato, viene depositato ufficialmente il trasferimento del difensore Tomiyasu in via definitiva all'Arsenal, per un corrispettivo di 20 milioni di euro (poco più di 17 milioni di sterline) con l'aggiunta di un bonus di 3 milioni di euro in caso di raggiungimento di specifici obiettivi. Oltre a queste operazioni sono da segnalare anche il ritorno del difensore Antov al CSKA Sofia, del terzino Faragò al Cagliari e dell'attaccante Vergani all'Inter — successivamente ceduto alla Salernitana —, in quanto il loro cartellino non viene riscattato dal Bologna; inoltre vi è la cessione in prestito dell'attaccante Rabbi al Piacenza e del difensore Khailoti alla Carrarese.

## Divise e sponsor
Per il ventunesimo anno consecutivo lo sponsor tecnico per la stagione 2021-2022 è Macron. Il main sponsor è Facile Ristrutturare, per il secondo anno consecutivo; il second sponsor è Selenella, al secondo anno consecutivo; il back sponsor, nonché top partner, per il settimo anno consecutivo è Illumia; lo sleeve sponsor è Lavoropiù, al terzo anno consecutivo.
La presentazione per le divise di casa e trasferta è stata fissata per l'8 luglio 2021.
| Casa | Trasferta | Terza divisa | Terza divisa (alternativa) | 1ª portiere | 2ª portiere | 3ª portiere |

## Organigramma societario
- Chairman: Joey Saputo
- Amministratore delegato: Claudio Fenucci
- Consiglio di amministrazione: Joe Marsilii, Anthony Rizza
- Presidente del Collegio Sindacale: Francesco Catenacci
- Collegio Sindacale: Renato Santini, Massimo Tamburini
- Direttore Amministrazione, Finanza e Controllo: Alessandro Gabrieli
- Amministrazione: Annalisa D'Amato, Roberta Dovesi, Jacopo Fornasari, Marika Gagliardi, Antonella Nicolini
- Segretario generale: Luca Befani
- Segretario sportivo: Daniel Maurizi

Area organizzativa
- Segreteria organizzativa: Federica Orlandi, Paola Mazzitelli
- Ufficio acquisti: Simona Verdecchia Tovoli
- Gestione personale: Daniela Fortini, Giuseppe Maselli
- Responsabile e Delegato sicurezza: Roberto Tassi
- Vice-Delegato sicurezza: Fabrizio Fieni

- Stadium Manager: Mirco Sandoni
- Custode stadio: Maurizio Savi
- Servizi logistici e trasporti: Gianpaolo Benni, Guido Cassanelli
- Magazzinieri: Matteo Campagna, Nicola Capelli, Davide Nicolini
- Lavanderia: Loredana De Luca, Rita Gandolfi, Debora Roncarati

Area comunicazione
- Responsabile: Carlo Caliceti
- Responsabile comunicazione sportiva: Federico Frassinella
- Comunicazione sportiva: Gloria Gardini
- Responsabile BFC TV: Claudio Maria Cioffi
- BFC TV: Gianluca Ciraolo
- Responsabile Area Digital: Edoardo Collina

Area marketing
- Direttore: Christoph Winterling
- Sponsorship Sales Manager: Andrea Battacchi
- Sponsorship & Head of Corporate Sales Manager: Enrico Forni
- Head of Merchandising and Licensing: Tommaso Giaretta
- Marketing Manager: Andrea Morando
- Marketing area: Federica Furlan, Chiara Targa
- Kids area: Angela Diciolla
- Senior & Social Project Area: Clara Simonini
- Responsabile biglietteria: Massimo Gabrielli
- Call center biglietteria: Riccardo Simione
- Biglietteria: Nadia Guidotti
- Centralino: Claudia Magnani, Matteo Molinari

- Coordinatore: Walter Sabatini[30]
- Direttore sportivo: Riccardo Bigon
- Responsabile scouting: Marco Di Vaio
- Allenatore: Siniša Mihajlović
- Allenatore in seconda: Miroslav Tanjga
- Collaboratori tecnici: Diego Apicella, Renato Baldi, Emilio De Leo, Diego Raimondi[31], da gennaio Fabio Bazzani[32]
- Preparatore dei portieri: Luca Bucci
- Preparatori atletici: Paolo Aiello, Massimiliano Marchesi, Nicolò Prandelli
- Match analyst: Davide Lamberti
- Team manager: Tommaso Fini

Area sanitaria
- Responsabile: Gianni Nanni
- Medici sociali: Luca Bini, Giovanbattista Sisca
- Fisioterapisti: Luca Ghelli, Luca Govoni, Federico Picchetti, Simone Spelorzi

## Rosa
Rosa, ruoli e numerazione aggiornati al 21 maggio 2022.
| N. |                        | Ruolo | Calciatore                 |
| -- | ---------------------- | ----- | -------------------------- |
| 2  | Inghilterra (bandiera) | D     | Luis Binks                 |
| 3  | Scozia (bandiera)      | D     | Aaron Hickey               |
| 4  | Italia (bandiera)      | D     | Kevin Bonifazi             |
| 5  | Francia (bandiera)     | D     | Adama Soumaoro             |
| 6  | Belgio (bandiera)      | D     | Arthur Theate              |
| 7  | Italia (bandiera)      | A     | Riccardo Orsolini          |
| 8  | Argentina (bandiera)   | C     | Nicolás Domínguez          |
| 9  | Austria (bandiera)     | A     | Marko Arnautović           |
| 10 | Italia (bandiera)      | A     | Nicola Sansone             |
| 11 | Danimarca (bandiera)   | A     | Andreas Skov Olsen         |
| 11 | Cile (bandiera)        | C     | Luis Rojas                 |
| 12 | Albania (bandiera)     | P     | Marco Molla                |
| 14 | Giappone (bandiera)    | D     | Takehiro Tomiyasu          |
| 14 | Italia (bandiera)      | C     | Nicolas Viola              |
| 15 | Senegal (bandiera)     | D     | Ibrahima Mbaye             |
| 16 | Nigeria (bandiera)     | C     | Kingsley Michael           |
| 17 | Cile (bandiera)        | D     | Gary Medel                 |
| 19 | Paraguay (bandiera)    | A     | Federico Santander         |
| 20 | Paesi Bassi (bandiera) | A     | Sydney van Hooijdonk       |
| 20 | Svizzera (bandiera)    | C     | Michel Aebischer           |
| 21 | Italia (bandiera)      | C     | Roberto Soriano (capitano) |

| N.     |                        | Ruolo | Calciatore                           |
| ------ | ---------------------- | ----- | ------------------------------------ |
| 22     | Italia (bandiera)      | P     | Francesco Bardi                      |
| 23     | Italia (bandiera)      | P     | Nicola Bagnolini                     |
| 25     | Italia (bandiera)      | D     | Gabriele Corbo                       |
| 28     | Polonia (bandiera)     | P     | Łukasz Skorupski                     |
| 29     | Italia (bandiera)      | D     | Lorenzo De Silvestri (vice capitano) |
| 30     | Paesi Bassi (bandiera) | C     | Jerdy Schouten                       |
| 31     | Italia (bandiera)      | D     | Riccardo Stivanello                  |
| 32     | Svezia (bandiera)      | C     | Mattias Svanberg                     |
| 33     | Finlandia (bandiera)   | C     | Niklas Pyyhtiä                       |
| 35     | Paesi Bassi (bandiera) | D     | Mitchell Dijks                       |
| 55     | Italia (bandiera)      | A     | Emanuel Vignato                      |
| 66     | Italia (bandiera)      | D     | Wisdom Amey                          |
| 71     | Paesi Bassi (bandiera) | D     | Denso Kasius                         |
| 74     | Italia (bandiera)      | A     | Gianmarco Cangiano                   |
| 76     | Italia (bandiera)      | A     | Antonio Raimondo                     |
| 77     | Ghana (bandiera)       | D     | Ebenezer Annan                       |
| 82     | Polonia (bandiera)     | C     | Kacper Urbański                      |
| 91     | Italia (bandiera)      | A     | Diego Falcinelli                     |
| 99     | Gambia (bandiera)      | A     | Musa Barrow                          |
| [ 40 ] | Gambia (bandiera)      | A     | Musa Juwara                          |

## Calciomercato

### Sessione estiva(dall'1/7 al 31/8)
| Acquisti         | Acquisti             | Acquisti        | Acquisti                                                             |
| R.               | Nome                 | da              | Modalità                                                             |
| ---------------- | -------------------- | --------------- | -------------------------------------------------------------------- |
| P                | Francesco Bardi      | Frosinone       | definitivo (0 €)                                                     |
| D                | Luis Binks           | CF Montréal     | risoluzione prestito                                                 |
| D                | Kevin Bonifazi       | SPAL            | definitivo (6 milioni €)                                             |
| D                | Arthur Theate        | Ostenda         | prestito oneroso (1 milione €) con diritto di riscatto (5 milioni €) |
| C                | Kingsley Michael     | Reggina         | fine prestito                                                        |
| C                | Niklas Pyyhtiä       | Honka           | definitivo (0,5 milioni €)                                           |
| A                | Marko Arnautović     | Shanghai SIPG   | definitivo (3 milioni € + 1 milione € di bonus)                      |
| A                | Gianmarco Cangiano   | Ascoli          | fine prestito                                                        |
| A                | Diego Falcinelli     | Stella Rossa    | risoluzione prestito                                                 |
| A                | Sydney van Hooijdonk |                 | svincolato                                                           |
| Altre operazioni |                      |                 |                                                                      |
| R.               | Nome                 | da              | Modalità                                                             |
| P                | Nicolò Cinelli       | Carpi           | fine prestito                                                        |
| P                | Alessandro Ruggiu    | Vicenza         | fine prestito                                                        |
| P                | Antonio Santurro     | Catania         | fine prestito                                                        |
| P                | Fallou Sarr          | Ascoli          | fine prestito                                                        |
| D                | Davide Borsato       | Vicenza         | fine prestito                                                        |
| D                | Fabrizio Brignani    | Vis Pesaro      | fine prestito                                                        |
| D                | Arturo Calabresi     | Cagliari        | fine prestito                                                        |
| D                | Gabriele Corbo       | Ascoli          | fine prestito                                                        |
| D                | Stefano Denswil      | Club Bruges     | fine prestito                                                        |
| D                | Hamza El Kaouakibi   | Südtirol        | fine prestito                                                        |
| D                | Lorenzo Mantovani    | Mezzolara       | fine prestito                                                        |
| D                | Lorenzo Panariello   | Salernitana     | fine prestito                                                        |
| D                | Nehuén Paz           | Kayserispor     | fine prestito                                                        |
| D                | Niccolò Rubbi        | Padova          | fine prestito                                                        |
| D                | Adama Soumaoro       | Lilla           | diritto di riscatto esercitato (2 milioni €)                         |
| D                | Damiano Varano       | Vis Artena      | fine prestito                                                        |
| D                | Elia Visconti        | Piacenza        | fine prestito                                                        |
| C                | Botond Bartha        | Honvéd          | definitivo                                                           |
| C                | Alessio Bovo         | Imolese         | fine prestito                                                        |
| C                | Godfred Donsah       | Çaykur Rizespor | fine prestito                                                        |
| C                | Stefan Dimitrijević  | Genoa           | fine prestito                                                        |
| C                | Leonardo Mazza       | Mantova         | fine prestito                                                        |
| C                | Lorenzo Spinella     | Sasso Marconi   | fine prestito                                                        |
| C                | Kacper Urbański      | Lechia Danzica  | obbligo di riscatto esercitato (0,75 milioni €)                      |
| C                | Juan Manuel Valencia | Baltika         | fine prestito                                                        |
| C                | David Wieser         | Inter           | prestito                                                             |
| A                | Musa Barrow          | Atalanta        | obbligo di riscatto esercitato (15 milioni €)                        |
| A                | Alex Brigliadori     | Cesena          | fine prestito                                                        |
| A                | Alex Cossalter       | Union Feltre    | fine prestito                                                        |
| A                | Tommaso Lami         | Carpi           | fine prestito                                                        |
| A                | Gabriel Mattiolo     | Imolese         | fine prestito                                                        |
| A                | Orji Okwonkwo        | Reggina         | fine prestito                                                        |
| A                | Gabriele Onesti      | Ternana         | prestito                                                             |
| A                | Leonardo Stanzani    | Pontedera       | fine prestito                                                        |

| Cessioni         | Cessioni             | Cessioni           | Cessioni                                          |
| R.               | Nome                 | a                  | Modalità                                          |
| ---------------- | -------------------- | ------------------ | ------------------------------------------------- |
| P                | Angelo da Costa      |                    | fine carriera                                     |
| P                | Federico Ravaglia    | Frosinone          | prestito                                          |
| D                | Valentin Antov       | CSKA Sofia         | fine prestito                                     |
| D                | Danilo               |                    | svincolato                                        |
| D                | Paolo Faragò         | Cagliari           | fine prestito                                     |
| D                | Omar Khailoti        | Carrarese          | prestito                                          |
| D                | Takehiro Tomiyasu    | Arsenal            | definitivo (20 milioni € + 3 milioni € di bonus)  |
| C                | Andri Baldursson     | Copenaghen         | prestito con diritto di riscatto (1 milione €)    |
| C                | Andrea Poli          | Antalyaspor        | definitivo (0 €)                                  |
| A                | Musa Juwara          | Crotone            | prestito con diritto di riscatto e controriscatto |
| A                | Rodrigo Palacio      |                    | svincolato                                        |
| A                | Simone Rabbi         | Piacenza           | prestito                                          |
| A                | Edoardo Vergani      | Inter              | fine prestito                                     |
| Altre operazioni |                      |                    |                                                   |
| R.               | Nome                 | a                  | Modalità                                          |
| P                | Nicolò Cinelli       | Delta Porto Tolle  | prestito                                          |
| P                | Antonio Prisco       | FC Francavilla     | prestito                                          |
| P                | Alessandro Ruggiu    | Montebelluna       | definitivo                                        |
| P                | Antonio Santurro     |                    | svincolato                                        |
| P                | Fallou Sarr          | Cremonese          | definitivo                                        |
| D                | Manuel Allegrucci    | Cesena             | prestito con diritto di riscatto                  |
| D                | Davide Borsato       | Vicenza            | prestito con diritto di riscatto                  |
| D                | Fabrizio Brignani    | Olbia              | definitivo                                        |
| D                | Arturo Calabresi     | Lecce              | definitivo (1,5 milioni €)                        |
| D                | Leandro De Paiva     | Xamax Neuchâtel    | prestito                                          |
| D                | Stefano Denswil      | Trabzonspor        | prestito                                          |
| D                | Hamza El Kaouakibi   | Pordenone          | definitivo                                        |
| D                | Nicolò Milani        | Atalanta           | fine prestito                                     |
| D                | Matteo Montebugnoli  | Correggese         | prestito                                          |
| D                | Lorenzo Panariello   | Alassio            | prestito                                          |
| D                | Nehuén Paz           | Crotone            | definitivo                                        |
| D                | Niccolò Rubbi        |                    | svincolato                                        |
| D                | Federico Tosi        | Mantova            | fine prestito                                     |
| D                | Alessio Bovo         | Mezzolara          | prestito                                          |
| C                | Godfred Donsah       |                    | risoluzione consensuale                           |
| C                | Giorgio Grieco       | Derthona           | definitivo                                        |
| C                | Raffaele Maresca     | Cosenza            | fine prestito                                     |
| C                | Leonardo Mazza       | Ternana            | definitivo                                        |
| C                | Alessandro Roma      | Atalanta           | fine prestito                                     |
| C                | Dion Ruffo Luci      | Trento             | prestito                                          |
| C                | Lorenzo Spinella     |                    | svincolato                                        |
| C                | Juan Manuel Valencia |                    | svincolato                                        |
| C                | Andrea Viviani       | Atalanta           | fine prestito                                     |
| A                | Alex Cossalter       | Dolomiti Bellunesi | definitivo                                        |
| A                | Flavio Di Dio        | Teramo             | prestito                                          |
| A                | Gabriel Mattiolo     | Pianese            | definitivo                                        |
| A                | Orji Okwonkwo        | Cittadella         | prestito                                          |
| A                | Leonardo Stanzani    | Pro Patria         | definitivo                                        |

### Sessione invernale(dal 3/1 al 31/1)
| Acquisti         | Acquisti               | Acquisti         | Acquisti                                                                 |
| R.               | Nome                   | da               | Modalità                                                                 |
| ---------------- | ---------------------- | ---------------- | ------------------------------------------------------------------------ |
| D                | Denso Kasius           | Utrecht          | definitivo (2,5 milioni €)                                               |
| C                | Michel Aebischer       | Young Boys       | prestito oneroso (0,5 milioni €) con obbligo di riscatto (3,5 milioni €) |
| C                | Luis Rojas             | Crotone          | prestito                                                                 |
| A                | Musa Juwara            | Crotone          | risoluzione prestito                                                     |
| Altre operazioni |                        |                  |                                                                          |
| R.               | Nome                   | da               | Modalità                                                                 |
| P                | Sebastian Breza        | CF Montréal      | fine prestito                                                            |
| P                | Alessandro Ruggiu      | Montebelluna     | fine prestito                                                            |
| D                | Emanuele Acampora      | Virtus Verona    | risoluzione prestito                                                     |
| D                | Alec Brandt Erlandsson | Landskrona BoIS  | prestito con diritto di riscatto                                         |
| D                | Joona Lahdenmäki       | RoPS             | definitivo                                                               |
| D                | Kévin Mercier          | Lilla            | definitivo (0,2 milioni €)                                               |
| D                | Pape Sakho             | Pescara          | definitivo                                                               |
| D                | Kalle Wallius          | Klubi 04         | definitivo                                                               |
| C                | Emmanuel Acquah        | EurAfrica        | prestito con diritto di riscatto                                         |
| C                | Jafar Bynoe            | Sparta Rotterdam | definitivo                                                               |
| C                | Flavio Di Dio          | Teramo           | risoluzione prestito                                                     |
| C                | Demirel Hodžic         | IFK Göteborg     | prestito con diritto di riscatto                                         |
| A                | Mattia Cupani          | Campodarsego     | prestito con obbligo di riscatto                                         |

| Cessioni         | Cessioni             | Cessioni           | Cessioni                                        |
| R.               | Nome                 | a                  | Modalità                                        |
| ---------------- | -------------------- | ------------------ | ----------------------------------------------- |
| D                | Gabriele Corbo       | CF Montréal        | prestito                                        |
| A                | Gianmarco Cangiano   | Crotone            | prestito                                        |
| A                | Andreas Skov Olsen   | Club Bruges        | definitivo (7 milioni € + 2 milioni € di bonus) |
| A                | Sydney van Hooijdonk | Heerenveen         | prestito                                        |
| Altre operazioni |                      |                    |                                                 |
| R.               | Nome                 | a                  | Modalità                                        |
| P                | Sebastian Breza      | CF Montréal        | prestito con diritto di riscatto                |
| P                | Antony Petre         | Union Clodiense CS | prestito                                        |
| P                | Alessandro Ruggiu    | Este               | prestito                                        |
| D                | Emanuele Acampora    | Sona               | prestito                                        |
| D                | Samuele Armaroli     | Granamica          | prestito                                        |
| D                | Lorenzo Mantovani    | Progresso          | prestito                                        |
| D                | Riccardo Montalbani  | Mezzolara          | prestito                                        |
| C                | Flavio Di Dio        | AZ Picerno         | prestito                                        |
| C                | Luca Mihai           |                    | rescissione consensuale                         |
| A                | Lassi Lappalainen    | CF Montréal        | definitivo (0,7 milioni €)                      |

### Operazioni esterne alle sessioni
Il 20 ottobre il Bologna annuncia il tesseramento di Viola, svincolato dal giugno dello stesso anno dopo la lunga esperienza al Benevento, per rinforzare il reparto di centrocampo, in difficoltà dopo i primi mesi della stagione.
| Acquisti | Acquisti      | Acquisti | Acquisti   |
| R.       | Nome          | da       | Modalità   |
| -------- | ------------- | -------- | ---------- |
| C        | Nicolas Viola |          | svincolato |

## Risultati

### Serie A

#### Girone di andata
| Arbitro: | Rapuano (Rimini) |

|                                      |           |                                       |
| De Silvestri 59’, 77’ Arnautović 75’ | Marcatori | 52’ (rig.) Bonazzoli 70’ M. Coulibaly |

| Bergamo 28 agosto 2021, ore 18:30 CEST 2ª giornata | Atalanta       | 0 – 0 referto | Bologna | Gewiss Stadium (7 912 spett.)\| Arbitro: \| Orsato (Schio) \| |
| Arbitro:                                           | Orsato (Schio) |               |         |                                                               |

| Arbitro: | Pezzuto (Lecce) |

|              |           |  |
| Svanberg 78’ | Marcatori |  |

| Arbitro: | Ayroldi (Molfetta) |

|                                                                |           |            |
| Martínez 6’ Škriniar 30’ Barella 34’ Vecino 54’ Džeko 63’, 68’ | Marcatori | 86’ Theate |

| Arbitro: | Fourneau (Roma) |

|                                  |           |                                |
| Hickey 49’ Arnautović 85’ (rig.) | Marcatori | 55’ Destro 89’ (rig.) Criscito |

| Arbitro: | Giacomelli (Trieste) |

|                                                               |           |                           |
| Bonifazi 1’ (aut.) Pinamonti 32’ Bajrami 54’ (rig.) Ricci 90’ | Marcatori | 11’ Barrow 77’ Arnautović |

| Arbitro: | Massa (Imperia) |

|                                  |           |  |
| Barrow 14’ Theate 17’ Hickey 68’ | Marcatori |  |

| Arbitro: | Abisso (Palermo) |

|          |           |            |
| Beto 83’ | Marcatori | 67’ Barrow |

| Arbitro: | Valeri (Roma) |

|                                   |           |                                                    |
| Ibrahimović 49’ (aut.) Barrow 52’ | Marcatori | 16’ Leão 35’ Calabria 84’ Bennacer 90’ Ibrahimović |

| Arbitro: | Serra (Torino) |

|                                                |           |  |
| Fabián Ruiz 18’ Insigne 41’ (rig.), 62’ (rig.) | Marcatori |  |

| Arbitro: | Massa (Imperia) |

|                                   |           |  |
| De Silvestri 49’ Arnautović 90+6’ | Marcatori |  |

| Arbitro: | Manganiello (Pinerolo) |

|             |           |                             |
| Thorsby 77’ | Marcatori | 47’ Svanberg 78’ Arnautović |

| Arbitro: | Chiffi (Padova) |

|  |           |             |
|  | Marcatori | 61’ Okereke |

| Arbitro: | Massimi (Termoli) |

|  |           |                       |
|  | Marcatori | 83’ (rig.) Arnautović |

| Arbitro: | Pairetto (Nichelino) |

|              |           |  |
| Svanberg 35’ | Marcatori |  |

| Arbitro: | Irrati (Pistoia) |

|                       |           |                                           |
| Barrow 42’ Hickey 83’ | Marcatori | 33’ Maleh 51’ Biraghi 67’ (rig.) Vlahović |

| Arbitro: | Dionisi (L'Aquila) |

|                                  |           |                     |
| Sanabria 24’ Soumaoro 69’ (aut.) | Marcatori | 79’ (rig.) Orsolini |

| Arbitro: | Orsato (Schio) |

|  |           |                        |
|  | Marcatori | 6’ Morata 69’ Cuadrado |

| Arbitro: | Fabbri (Ravenna) |

|  |           |                                         |
|  | Marcatori | 36’ Orsolini 44’ Hickey 90+4’ Santander |

#### Girone di ritorno
| Arbitro: | Doveri (Roma) |

|                            |           |            |
| Arnautović 28’ Sansone 81’ | Marcatori | 3’ Perišić |

| Arbitro: | Ghersini (Genova) |

|                             |           |              |
| Pavoletti 71’ Pereiro 90+3’ | Marcatori | 54’ Orsolini |

| Arbitro: | Marinelli (Tivoli) |

|  |           |                 |
|  | Marcatori | 20’, 47’ Lozano |

| Arbitro: | Gariglio (Pinerolo) |

|                         |           |              |
| Caprari 38’ Kalinić 85’ | Marcatori | 14’ Orsolini |

| Bologna 6 febbraio 2022, ore 15:00 CET 24ª giornata | Bologna                 | 0 – 0 referto | Empoli | Stadio Renato Dall'Ara (10 349 spett.)\| Arbitro: \| Cosso (Reggio Calabria) \| |
| Arbitro:                                            | Cosso (Reggio Calabria) |               |        |                                                                                 |

| Arbitro: | Piccinini (Forlì) |

|                                       |           |  |
| Immobile 13’ (rig.) Zaccagni 53’, 63’ | Marcatori |  |

| Arbitro: | Marinelli (Tivoli) |

|                     |           |           |
| Arnautović 40’, 84’ | Marcatori | 11’ Manaj |

| Arbitro: | Ayroldi (Molfetta) |

|            |           |                |
| Zortea 72’ | Marcatori | 43’ Arnautović |

| Bologna 6 marzo 2022, ore 15:00 CET 28ª giornata | Bologna           | 0 – 0 referto | Torino | Stadio Renato Dall'Ara (17 575 spett.)\| Arbitro: \| Massimi (Termoli) \| |
| Arbitro:                                         | Massimi (Termoli) |               |        |                                                                           |

| Arbitro: | Sacchi (Macerata) |

|              |           |  |
| Torreira 70’ | Marcatori |  |

| Arbitro: | Maresca (Napoli) |

|  |           |           |
|  | Marcatori | 82’ Cissé |

| Milano 4 aprile 2022, ore 20:45 CEST 31ª giornata | Milan              | 0 – 0 referto | Bologna | Stadio Giuseppe Meazza (68 136 spett.)\| Arbitro: \| Marinelli (Tivoli) \| |
| Arbitro:                                          | Marinelli (Tivoli) |               |         |                                                                            |

| Arbitro: | Pairetto (Nichelino) |

|                     |           |  |
| Arnautović 61’, 76’ | Marcatori |  |

| Arbitro: | Sacchi (Macerata) |

|                |           |                |
| Vlahović 90+5’ | Marcatori | 52’ Arnautović |

| Arbitro: | Santoro (Messina) |

|                       |           |                        |
| Hickey 6’ Sansone 59’ | Marcatori | 25’ Udogie 46’ Success |

| Roma 1º maggio 2022, ore 20:45 CEST 35ª giornata | Roma             | 0 – 0 referto | Bologna | Stadio Olimpico (62 988 spett.)\| Arbitro: \| Fabbri (Ravenna) \| |
| Arbitro:                                         | Fabbri (Ravenna) |               |         |                                                                   |

| Arbitro: | Marinelli (Tivoli) |

|                                                    |           |                                            |
| Henry 4’ Kiyine 19’ Aramu 78’ (rig.) Johnsen 90+3’ | Marcatori | 45+2’ Orsolini 55’ Arnautović 68’ Schouten |

| Arbitro: | Ghersini (Genova) |

|                       |           |                               |
| Orsolini 90+2’ (rig.) | Marcatori | 35’, 80’ Scamacca 75’ Berardi |

| Arbitro: | Miele (Nola) |

|  |           |            |
|  | Marcatori | 66’ Barrow |

### Coppa Italia

#### Turni eliminatori
| Arbitro: | Zufferli (Udine) |

|                                                              |           |                                                               |
| Domínguez 38’ Arnautović 56’ Soriano 58’ Orsolini 76’ (rig.) | Marcatori | 6’ Agazzi 21’ Donnarumma 40’, 54’ Peralta 50’ (rig.) Falletti |

## Statistiche

### Statistiche di squadra
Statistiche aggiornate al 21 maggio 2022.
| Competizione | Punti | In casa | In casa | In casa | In casa | In casa | In casa | In trasferta | In trasferta | In trasferta | In trasferta | In trasferta | In trasferta | Totale | Totale | Totale | Totale | Totale | Totale | DR  |
| Competizione | Punti | G       | V       | N       | P       | Gf      | Gs      | G            | V            | N            | P            | Gf           | Gs           | G      | V      | N      | P      | Gf     | Gs     | DR  |
| ------------ | ----- | ------- | ------- | ------- | ------- | ------- | ------- | ------------ | ------------ | ------------ | ------------ | ------------ | ------------ | ------ | ------ | ------ | ------ | ------ | ------ | --- |
| Serie A      | 46    | 19      | 8       | 4       | 7       | 25      | 24      | 19           | 4            | 6            | 9            | 19           | 31           | 38     | 12     | 10     | 16     | 44     | 55     | -11 |
| Coppa Italia | -     | 1       | 0       | 0       | 1       | 4       | 5       | 0            | 0            | 0            | 0            | 0            | 0            | 1      | 0      | 0      | 1      | 4      | 5      | -1  |
| Totale       | -     | 20      | 8       | 4       | 8       | 29      | 29      | 19           | 4            | 6            | 9            | 19           | 31           | 39     | 12     | 10     | 17     | 48     | 60     | -12 |

### Andamento in campionato
| Giornata  | 1 | 2 | 3 | 4 | 5 | 6 | 7 | 8 | 9 | 10 | 11 | 12 | 13 | 14 | 15 | 16 | 17 | 18 | 19 | 20 | 21 | 22 | 23 | 24 | 25 | 26 | 27 | 28 | 29 | 30 | 31 | 32 | 33 | 34 | 35 | 36 | 37 | 38 |
| --------- | - | - | - | - | - | - | - | - | - | -- | -- | -- | -- | -- | -- | -- | -- | -- | -- | -- | -- | -- | -- | -- | -- | -- | -- | -- | -- | -- | -- | -- | -- | -- | -- | -- | -- | -- |
| Luogo     | C | T | C | T | C | T | C | T | C | T  | C  | T  | C  | T  | C  | C  | T  | C  | T  | C  | T  | C  | T  | C  | T  | C  | T  | C  | T  | C  | T  | C  | T  | C  | T  | T  | C  | T  |
| Risultato | V | N | V | P | N | P | V | N | P | P  | V  | V  | P  | V  | V  | P  | P  | P  | V  | V  | P  | P  | P  | N  | P  | V  | N  | N  | P  | P  | N  | V  | N  | N  | N  | P  | P  | V  |
| Posizione | 1 | 6 | 4 | 6 | 7 | 9 | 6 | 8 | 9 | 10 | 8  | 7  | 10 | 6  | 6  | 9  | 10 | 11 | 9  | 13 | 12 | 13 | 13 | 13 | 13 | 12 | 12 | 12 | 12 | 12 | 12 | 12 | 13 | 13 | 13 | 13 | 13 | 13 |

Fonte:  Serie A TIM – Classifica, su legaseriea.it, Lega Serie A. URL consultato il 21 maggio 2022.
Legenda:

Luogo: C = Casa; T = Trasferta. Risultato: V = Vittoria; N = Pareggio; P = Sconfitta.

### Statistiche dei giocatori
| Giocatore        | Serie A  | Serie A | Serie A     | Serie A    | Coppa Italia | Coppa Italia | Coppa Italia | Coppa Italia | Totale   | Totale | Totale      | Totale     |
| Giocatore        | Presenze | Reti    | Ammonizioni | Espulsioni | Presenze     | Reti         | Ammonizioni  | Espulsioni   | Presenze | Reti   | Ammonizioni | Espulsioni |
| ---------------- | -------- | ------- | ----------- | ---------- | ------------ | ------------ | ------------ | ------------ | -------- | ------ | ----------- | ---------- |
| M. Aebischer     | 12       | 0       | 1           | 0          | -            | -            | -            | -            | 12       | 0      | 1           | 0          |
| W. Amey          | 1        | 0       | 0           | 0          | 0            | 0            | 0            | 0            | 1        | 0      | 0           | 0          |
| E. Annan         | 1        | 0       | 0           | 0          | 1            | 0            | 0            | 0            | 2        | 0      | 0           | 0          |
| M. Arnautović    | 33       | 14      | 6           | 0          | 1            | 1            | 0            | 0            | 34       | 15     | 6           | 0          |
| N. Bagnolini     | 1        | -0      | 0           | 0          | -            | -            | -            | -            | 1        | -0     | 0           | 0          |
| F. Bardi         | 2        | -2      | 0           | 0          | 0            | -0           | 0            | 0            | 2        | -2     | 0           | 0          |
| M. Barrow        | 34       | 6       | 0           | 0          | 1            | 0            | 0            | 0            | 35       | 6      | 0           | 0          |
| L. Binks         | 15       | 0       | 3           | 0          | 0            | 0            | 0            | 0            | 15       | 0      | 3           | 0          |
| K. Bonifazi      | 22       | 0       | 4           | 1          | 1            | 0            | 0            | 0            | 23       | 0      | 4           | 1          |
| G. Cangiano      | 0        | 0       | 0           | 0          | 0            | 0            | 0            | 0            | 0        | 0      | 0           | 0          |
| G. Corbo         | 0        | 0       | 0           | 0          | -            | -            | -            | -            | 0        | 0      | 0           | 0          |
| L. De Silvestri  | 31       | 3       | 7           | 0          | -            | -            | -            | -            | 31       | 3      | 7           | 0          |
| M. Dijks         | 16       | 0       | 2           | 0          | -            | -            | -            | -            | 16       | 0      | 2           | 0          |
| N. Domínguez     | 28       | 0       | 8           | 0          | 1            | 1            | 0            | 0            | 29       | 1      | 8           | 0          |
| D. Falcinelli    | 6        | 0       | 0           | 0          | -            | -            | -            | -            | 6        | 0      | 0           | 0          |
| A. Hickey        | 36       | 5       | 7           | 0          | -            | -            | -            | -            | 36       | 5      | 7           | 0          |
| M. Juwara        | -        | -       | -           | -          | -            | -            | -            | -            | -        | -      | -           | -          |
| D. Kasius        | 7        | 0       | 0           | 0          | -            | -            | -            | -            | 7        | 0      | 0           | 0          |
| Kingsley M.      | 2        | 0       | 0           | 0          | 0            | 0            | 0            | 0            | 2        | 0      | 0           | 0          |
| I. Mbaye         | 6        | 0       | 0           | 0          | 1            | 0            | 1            | 0            | 7        | 0      | 1           | 0          |
| G. Medel         | 33       | 0       | 10          | 1          | 1            | 0            | 0            | 0            | 34       | 0      | 10          | 1          |
| M. Molla         | 0        | -0      | 0           | 0          | -            | -            | -            | -            | 0        | -0     | 0           | 0          |
| R. Orsolini      | 29       | 6       | 2           | 0          | 1            | 1            | 0            | 0            | 30       | 7      | 2           | 0          |
| N. Pyyhtiä       | 1        | 0       | 0           | 0          | -            | -            | -            | -            | 1        | 0      | 0           | 0          |
| A. Raimondo      | 1        | 0       | 0           | 0          | -            | -            | -            | -            | 1        | 0      | 0           | 0          |
| L. Rojas         | -        | -       | -           | -          | -            | -            | -            | -            | -        | -      | -           | -          |
| N. Sansone       | 27       | 2       | 6           | 0          | -            | -            | -            | -            | 27       | 2      | 6           | 0          |
| F. Santander     | 7        | 1       | 1           | 0          | -            | -            | -            | -            | 7        | 1      | 1           | 0          |
| J. Schouten      | 17       | 1       | 4           | 1          | 1            | 0            | 0            | 0            | 18       | 1      | 4           | 1          |
| Ł. Skorupski     | 36       | -53     | 4           | 0          | 1            | -5           | 0            | 0            | 37       | -58    | 4           | 0          |
| A. Skov Olsen    | 18       | 0       | 0           | 0          | 1            | 0            | 0            | 0            | 19       | 0      | 0           | 0          |
| R. Soriano       | 35       | 0       | 6           | 2          | 1            | 1            | 0            | 0            | 36       | 1      | 6           | 2          |
| A. Soumaoro      | 28       | 0       | 6           | 2          | 1            | 0            | 0            | 0            | 29       | 0      | 6           | 2          |
| R. Stivanello    | 1        | 0       | 0           | 0          | -            | -            | -            | -            | 1        | 0      | 0           | 0          |
| M. Svanberg      | 36       | 3       | 7           | 0          | 1            | 0            | 0            | 0            | 37       | 3      | 7           | 0          |
| A. Theate        | 31       | 2       | 6           | 0          | -            | -            | -            | -            | 31       | 2      | 6           | 0          |
| T. Tomiyasu      | 1        | 0       | 0           | 0          | -            | -            | -            | -            | 1        | 0      | 0           | 0          |
| K. Urbański      | 1        | 0       | 0           | 0          | -            | -            | -            | -            | 1        | 0      | 0           | 0          |
| S. van Hooijdonk | 4        | 0       | 0           | 0          | 1            | 0            | 0            | 0            | 5        | 0      | 0           | 0          |
| E. Vignato       | 24       | 0       | 2           | 0          | 1            | 0            | 0            | 0            | 25       | 0      | 2           | 0          |
| N. Viola         | 6        | 0       | 0           | 0          | -            | -            | -            | -            | 6        | 0      | 0           | 0          |

## Giovanili

### Organigramma
- Responsabile: Daniele Corazza
- Segretario Settore Giovanile: Valerio Chiatti
- Responsabile Scuola Calcio: Valerio Chiatti
- Direttore sportivo Primavera: Riccardo Bigon
- Responsabile scouting: Marco Di Vaio
- Coordinatore staff tecnici:
- Coordinatore tecnico attività di base:
- Coordinatore preparatori dei portieri:

Area tecnica - Primavera
- Allenatore: Luca Vigiani
- Allenatore in seconda: Andrea Bellucco
- Preparatori atletici: Marco Russo, Nazzareno Tozzo
- Preparatore portieri: Andrea Sentimenti
- Match analyst: Alfonso Lobascio
- Team manager: Pier Angelo Guadagnini
- Fisioterapisti: Carmelo Sposato, Juan Manuel Parafita
- Medico sociale: Andrea Stegagno
- Recupero infortunati: Marco Russo
- Magazziniere: Antonio Labianca

Area tecnica - Under 18
- Allenatore: Paolo Magnani
- Allenatore in seconda: Diego Pérez
- Collaboratore tecnico: Davide Zappaterra
- Preparatore atletico: Giuseppe Baglio
- Preparatore portieri: Andrea Sentimenti
- Fisioterapista: Lorenzo Spinosa
- Medico sociale: Fabrizio Aggio
- Magazziniere: Antonio Labianca

Area tecnica - Under 17
- Allenatore: Denis Biavati
- Allenatore in seconda: Massimo Ventura
- Preparatore atletico: Francesco Granato
- Preparatore portieri: Cosimo Cavallo
- Fisioterapista: Lorenzo Regard
- Medico sociale: Riccardo Di Miceli
- Magazziniere: Antonio Labianca

Area tecnica - Under 16
- Allenatore: Luca Sordi
- Allenatore in seconda: Matteo Scaglioni
- Preparatore atletico: Domenico Marra
- Preparatore portieri: Cosimo Cavallo
- Fisioterapista: Lorenzo Costi
- Medico sociale: Giulio Biancalana
- Magazziniere: Antonio Labianca

- Allenatore: Juan Solivellas Vidal
- Allenatore in seconda: Nicolò Mazzanti
- Preparatore atletico: Michelangelo Piccolo
- Preparatore portieri: Filippo Pancaldi
- Fisioterapista: Mario Dervishaj
- Medico sociale: Leonardo Osti
- Magazziniere: Antonio Labianca

Area tecnica - Under 14
- Allenatori: Marco Bertacchi, Giuseppe Taccogna
- Preparatore atletico: Luca Benedetti
- Preparatore portieri: Filippo Pancaldi

Area tecnica - Under 13 - A
- Allenatori: Filippo Zanzani, Marco Montesi
- Collaboratrice tecnica: Cristina Cassanelli
- Preparatore atletico: Antonio Portaluri
- Preparatore portieri: Stefano Loi

Area tecnica - Under 13 - B
- Allenatori: Leonardo Tigrini, Francesco Labellarte
- Preparatore atletico: Antonio Portaluri
- Preparatore portieri: Stefano Loi

Area tecnica - Under 12
- Allenatori: Christian Barca, David Barani
- Preparatore atletico: Luca Benedetti
- Preparatore portieri: Stefano Loi

Area tecnica - Under 11
- Allenatori: Gianluca Montori, Fabio Cino
- Preparatore atletico: Antonio Portaluri
- Preparatore portieri: Paolo De Lucca

Area tecnica - Under 10
- Allenatori: David Barani, Lorenzo Costi, Marco Montesi
- Preparatore portieri: Paolo De Lucca

Area tecnica - Under 9
- Allenatori: Mirko Consolini, Fabio Montebugnoli
- Preparatore portieri: Paolo De Lucca

Area tecnica - Under 8
- Allenatore: Matteo Gigantino

### Piazzamenti
- Primavera[78]:
  - Campionato: 11º
  - Coppa Italia: Trentaduesimi
  - Torneo Città di Vignola: Finalista
- Under 18[78]: 
  - Campionato: Finalista[79]
  - Torneo di Viareggio: Quarti di finale
- Under 17[78]: 
  - Campionato: Vincitore[80]
- Under 16[78]:
  - Campionato: Ottavi di finale[81]

- Under 15[78]:
  - Campionato: Semifinalista[82]
- Under 14:
  - Campionato: 3º nel girone unico Emilia-Romagna
- Under 13 - A:
  - Campionato: Semifinalista[83]
- Under 13 - B:
  - Campionato: Fase finale girone Silver[84]